# Podilymbus podiceps
El zampullín de pico grueso (Podilymbus podiceps), es un zambullidor pequeño, mide de 31-38 cm de longitud, achaparrado y de cuello corto. usualmente es de color pardo con el cuello color canela. Tiene un pico corto, grueso similar al de un pollo. En su época reproductiva su plumaje se hace gris plateado, garganta negra (plumaje nupcial) y adquiere una banda negra en el pico, que le da su nombre común en varias partes de América Latina. Es la única especie de zambullidor que no muestra un parche blanco en el ala durante el vuelo.
El zampullín de pico grueso tiene una amplia distribución geográfica. Tiene varios nombres comunes; zaramagullón grande (en Cuba), zambullidor común (en Colombia), zambullidor pico-anillado (en México), patico buzo (en Venezuela), zampullín pico grueso, macá pico grueso (en Uruguay), o picurio (en Chile) etc.
El zampullín de pico grueso habita desde Canadá, partes de los Estados Unidos, y las zonas templadas de Sudamérica. A pesar de que esta especie no parece ser buena voladora, ha llegado a Europa en grupos errantes en varias ocasiones, y un ave en Inglaterra ha criado con una especie local produciendo descendencia híbrida. 
El zambullidor más ampliamente distribuido de Norteamérica se puede hallar en humedales, pantanos, y corrientes detenidas. usualmente es el primer zambullidor que llega a las tierras interiores del norte en la primavera, y el último en abandonarla en el otoño. Es poco común en aguas saladas. Este zambullidor raras veces vuela, prefiriendo escapar del peligro zambulliéndose.
Se alimenta de peces (carpas, siluros, anguilas), insectos (libélulas, hormigas, escarabajos) y anfibios como ranas y renacuajos.

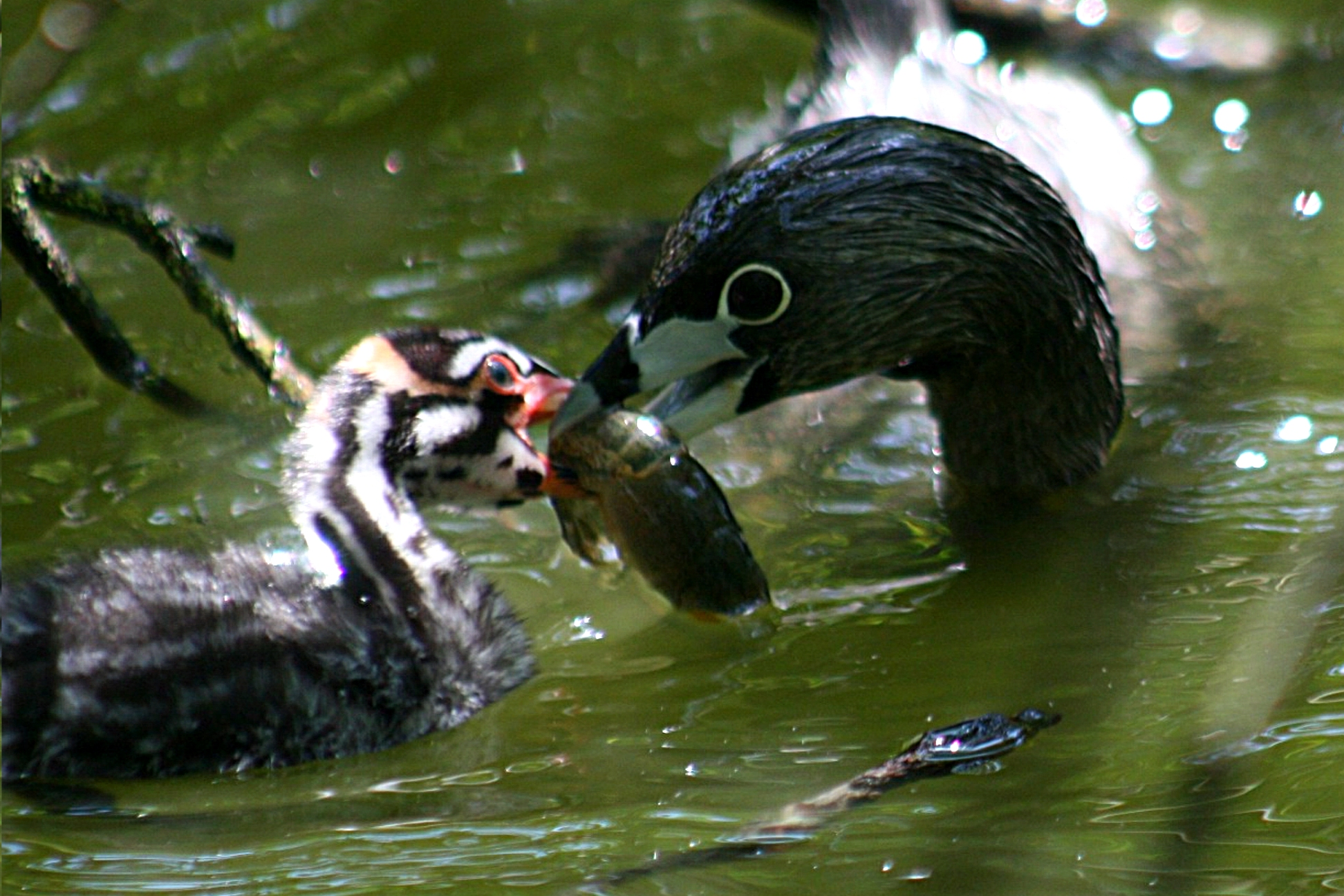
Zampullín de pico grueso alimentando a sus crías.

Esta ave usualmente es silenciosa, excepto durante la época de apareamiento en la cual el macho emite un llamado sonoro similar a un cuck, cuck, cuck o cow, cow, cow.
Hay varias especies prehistóricas del género Podilymbus conocidas únicamente por sus fósiles. Estas especies son.
- Podilymbus majusculus (Plioceno Tardío de Wisconsin central, Estados Unidos).
- Podilymbus wetmorei (Pleistoceno Tardío de Florida, Estados Unidos).